# 科學殖民主義
科學殖民主義發軔於德國的帝國主義時期，該主義認為處理殖民地的內政等問題，要採用科學的觀點與方法。而在同時期的殖民理論學理上，科學殖民主義與特別統治主義相互呼應，並與內地延長主義有所區別。
科學殖民主義的精神有三，分別為：
1. 系統化地闡述殖民地問題
2. 尋求解決殖民地問題的方法
3. 如何把這些方法實踐。